# Poldermolen

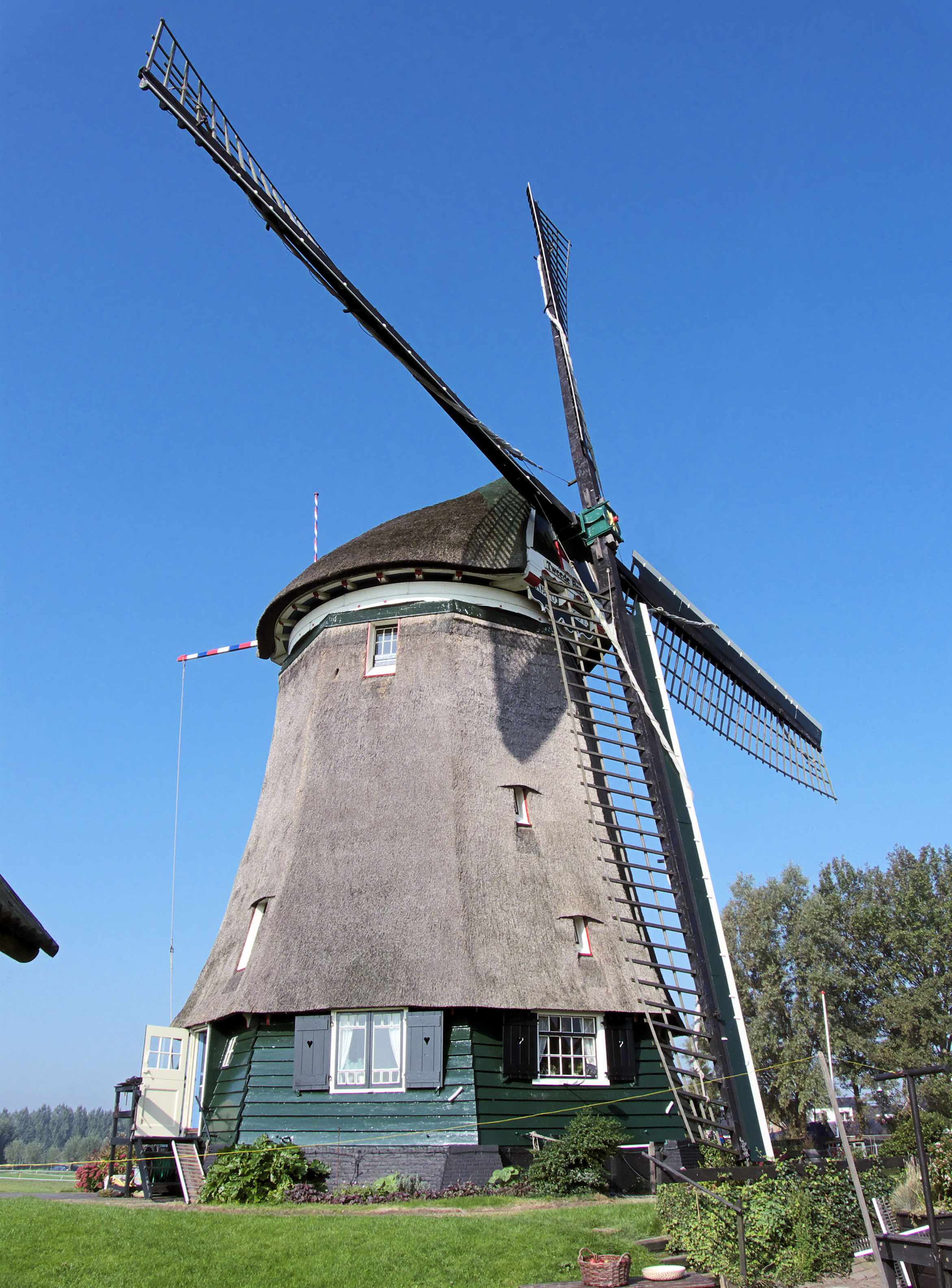
De Tweede Broekermolen in Uitgeest: een poldermolen met een vijzel en binnenkruiwerk

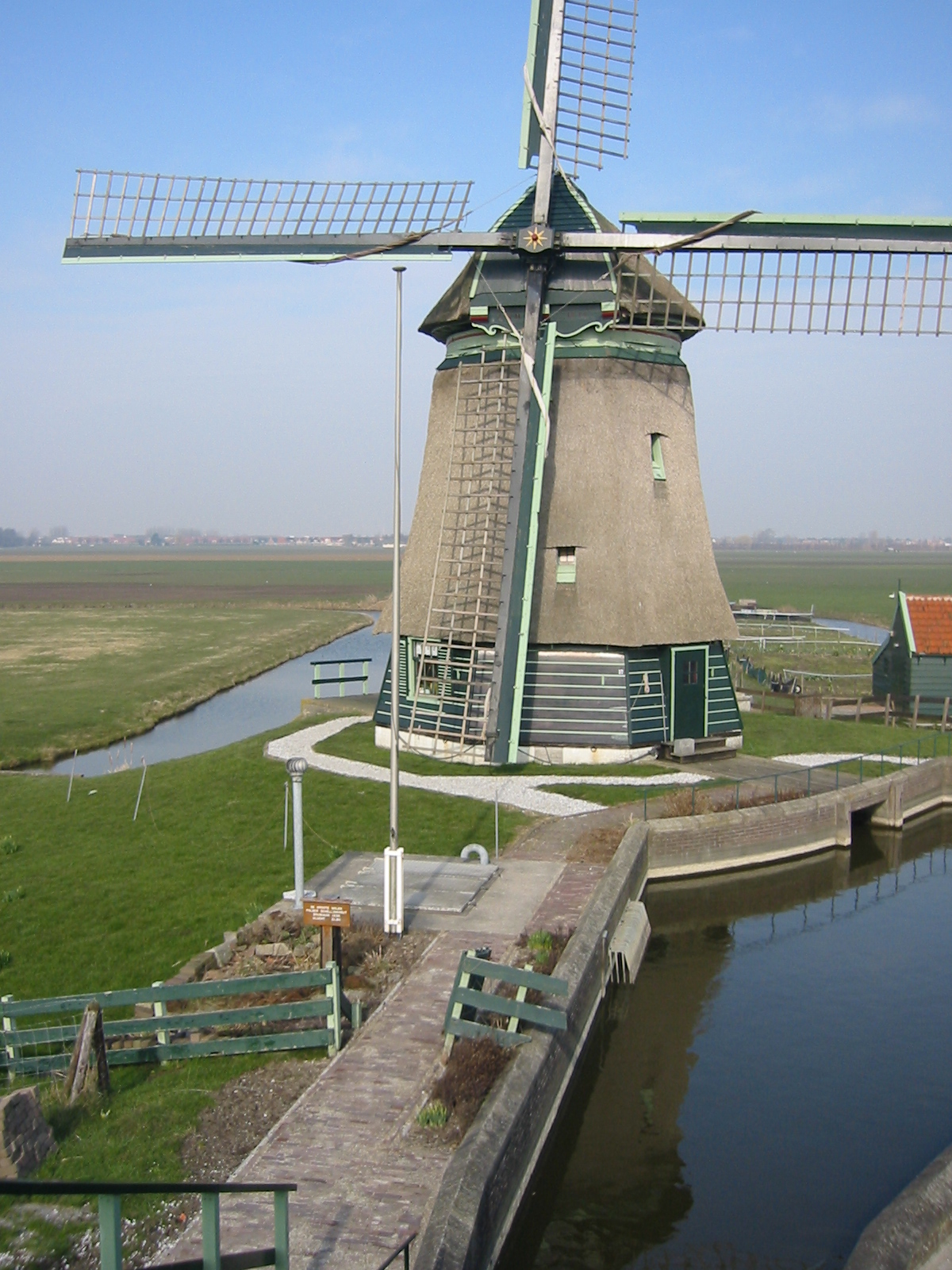
De Grote Molen te Schellinkhout: een achtkante poldermolen

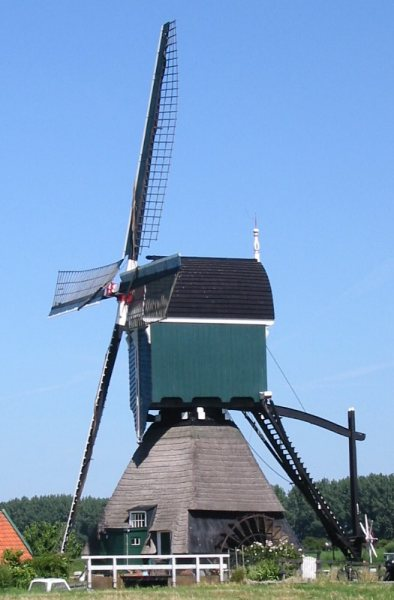
Wipmolen met open scheprad

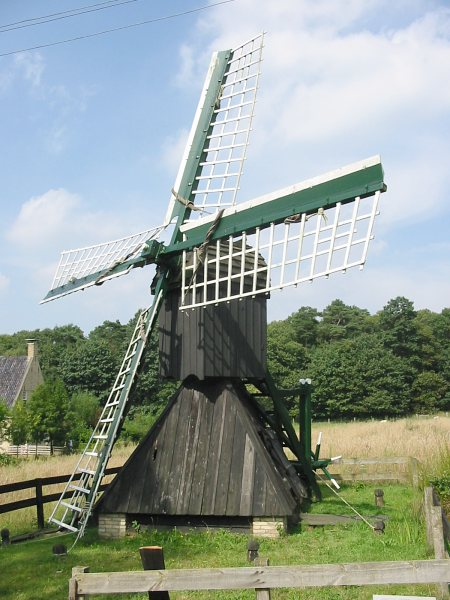
Spinnenkop

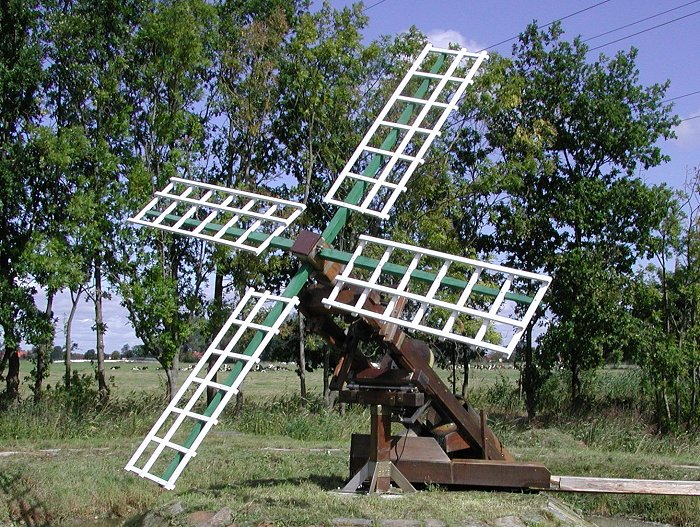
Tjasker in Duitsland

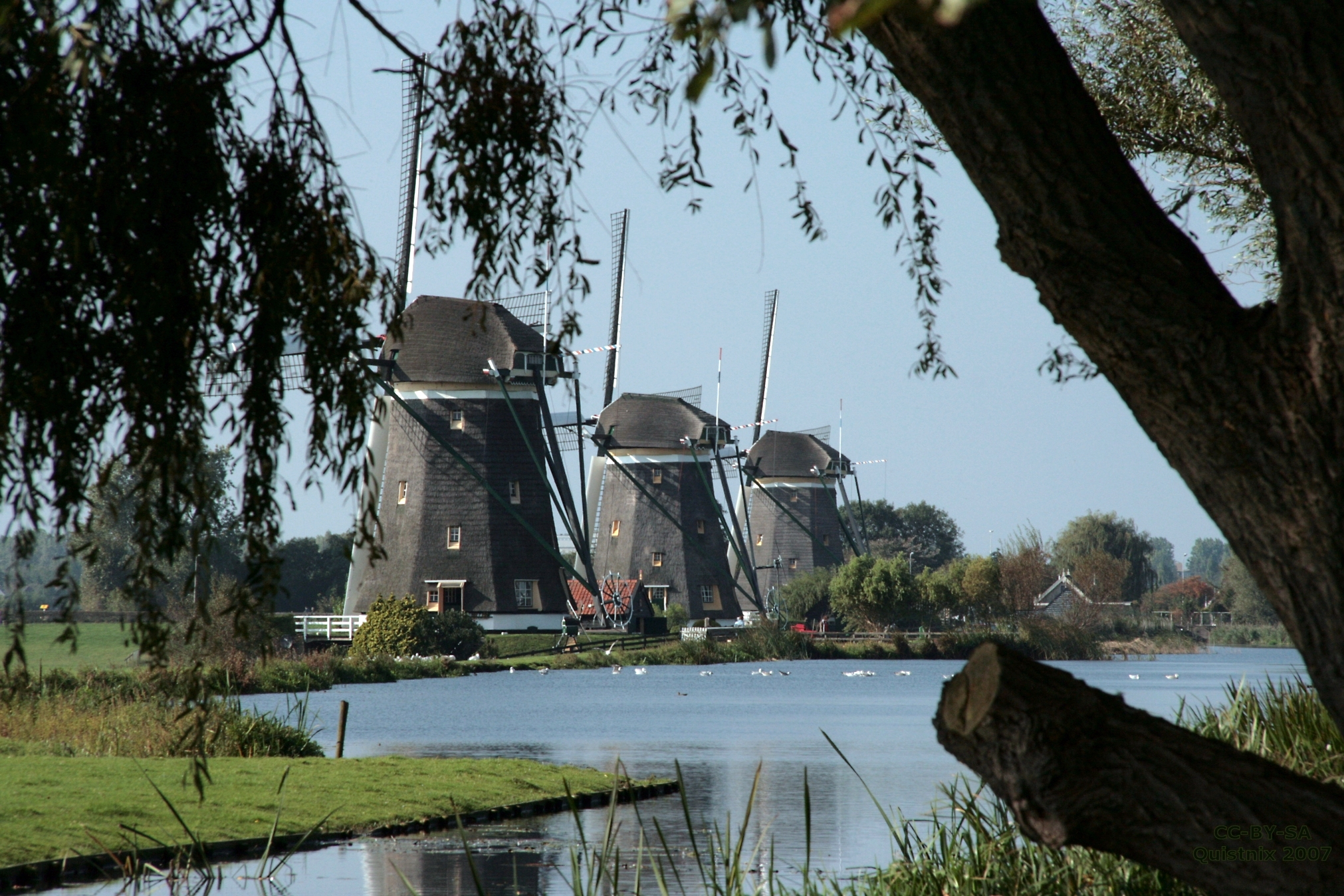
Molendriegang bij Leidschendam.

Een poldermolen of molengemaal is een windmolen die water van een lager niveau naar een hoger niveau verplaatst. Men spreekt ook wel van watermolen, maar dat geeft verwarring met het het type door water aangedreven molen. Dit type molen komt vooral voor in de poldergebieden van Midden- en West-Nederland. Ook in Vlaanderen hebben poldermolens gestaan, onder meer in De Moeren in West-Vlaanderen. De molenaar op een poldermolen wordt watermolenaar genoemd.
Anders dan de industriemolen zoals een korenmolen, een papiermolen of een zaagmolen waar de bewerking en productie van materialen een verkoopbaar product oplevert, is de poldermolen wellicht het enige type molen waar geen direct gewin voor de molenaar verkregen wordt. De poldermolen is meestal in het bezit van een waterschap, dat de watermolenaar voor bewezen diensten beloont.
Bij een poldermolen is het aangedreven werk (de vijzel of het scheprad) vast opgesteld. Bij een houten achtkante poldermolen is de kap draaibaar en bij een wipmolen en spinnenkop het bovenhuis, waardoor de wieken op de wind gekruid worden. Bij de spinnenkopmolen is de ondertoren lager en de kop hoger in vergelijking met de wipmolen. De grootte van de molen is niet bepalend, kleine wipmolens zijn kleiner dan grote spinnenkopmolens. De tjasker is nog kleiner, rust op een paal of bok en is geheel draaibaar. Ook is er nog een weidemolen, die zichzelf op de wind zet.

## Benaming
De benaming van molentypen levert nogal eens verwarring op. De naamgeving kan per streek variëren, waardoor een bepaald molentype bekend kan staan onder verschillende namen. Het omgekeerde komt ook voor: verschillende molentypen staan bekend onder dezelfde naam. De watermolen is hier een voorbeeld van: dit is ook een molen die water als drijfkracht gebruikt. Daarom spreken we in dit lemma liever van poldermolen: een molen die dient voor het bemalen (drooghouden) of droogleggen van een polder.
Als alternatief wordt soms ook wel windwatermolen geschreven. Ook dat woord heeft een dubbele betekenis: het kan ook slaan op een molen die zowel op water- als windkracht kan draaien. Een voorbeeld hiervan is de Kilsdonkse korenmolen.

## Geschiedenis
De tot op heden oudst gekende vermelding van een windgedreven poldermolen is die van de "hoesse molen" (Hoosmolen), die in 1316 de Bourgoyen-Ossemeersen te Gent bemaalde. In het begin van de 15e eeuw werd in de omgeving van Alkmaar voor het eerst in Nederland gebruikgemaakt van poldermolens; de eerste werd in 1408 in gebruik genomen. De molen was
gebouwd door Floris van Alkemade en Jan Grietenzoon. Het idee bleek in de praktijk succesvol en weldra verschenen er door het land meer exemplaren. In de eeuwen daarna werd de poldermolen een belangrijk instrument bij de beheersing van de Nederlandse waterhuishouding. Tot de komst van de stoomgemalen vanaf de 19e eeuw en de elektrische gemalen in de 20e eeuw waren de poldermolens het belangrijkste hulpmiddel om polders droog te malen.
De oudste poldermolen is in Waarland, Noord-Holland, en deze Noordhollandse binnenkruier is gebouwd in 1532. 

## Verschillende typen
Er bestaan verschillende typen poldermolens. Op de bovenste foto staat een achtkante poldermolen (een Noord-Hollandse binnenkruier). Andere typen poldermolens zijn de achtkantige molens met een buitenkruiwerk, de tjasker, de spinnenkop, de wipmolen, de weidemolen en de Amerikaanse windmotor. Er is in Nederland nog één ronde stenen poldermolen, dit is de Eendragt, die de Eendragtspolder (ontstaan door waterstaatkundige samenvoeging van de Kijfpolder, de Vredepolder (zo ver bekend zonder bemaling) en de Weezenpolder) bemaalde in Alkmaar.

## Werking
Een poldermolen maakte oorspronkelijk gebruik van een scheprad om het water naar een hoger niveau te scheppen. Met deze techniek kan een molen het water ongeveer anderhalve meter opvoeren.

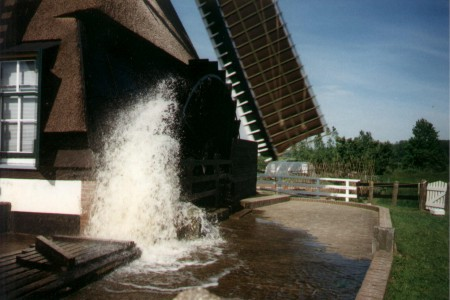
Scheprad in werking

Met de toepassing van de vijzel (schroef van Archimedes) vanaf de 19e eeuw kon de opvoerhoogte vergroot worden tot 4 à 5 meter.
Het water gaat bij een molen met een scheprad vanuit de polder door het krooshek, de achterwaterloop met de krimpmuren en wordt via de opleider door het scheprad voortgestuwd over de slagdorpel en langs de slagstijlen van de wachtdeur, door de voorwaterloop, de boezem in. De wachtdeur zorgt ervoor dat het water bij stilstaande molen niet terug de polder inloopt. De overbrengingsverhouding bij een molen met een scheprad is 1 : 0,5. Dus bij twee omwentelingen van de bovenas gaat het scheprad één keer rond. Als de molen sneller draait dan 90 - 100 enden (wieken) (22,5 - 25 omwentelingen van de bovenas) wordt water over de kop van het scheprad gegooid en stroomt dus weer terug. Dit wordt over de kop malen of een wit paard malen genoemd. Bij een vijzel spreekt men in zo'n geval van over de balk gooien. Een molen met een vlucht van ongeveer 27 meter kan bij 90 - 100 enden 60 – 70 m³ water per minuut ruim 1 meter opvoeren. De formule hiervoor is K = n × b × t × 2 π (R − ½t) − 10% lekverlies. K is de hoeveelheid m³ water per minuut, n het aantal omwentelingen van het scheprad, b de schoepbreedte in meters, t de tasting (steektediepte van de schoep in het water), π is 3,14 en R de halve diameter van het scheprad.

## Molengang
Als het te overwinnen niveauverschil groter is dan een molen aan kan worden er meerdere molens geplaatst. Als twee of meer molens het water van eenzelfde lage waterpeil naar eenzelfde hoger waterpeil, de boezem, verplaatsen, wordt dit een molengang genoemd.
Indien het water over een grotere hoogte moet worden verplaatst dan wat één molengang maximaal aan kan, dan worden meerdere opeenvolgende molengangen gebouwd. Dit komt vooral voor bij diepgelegen polders. Dit wordt getrapte bemaling genoemd. Als er ook nog door een molen uit een diep gedeelte van de polder gemalen wordt, heet deze molen een putmolen. In de praktijk bestaat een molengang uit drie of vier trappen met soms een putmolen:
- de ondermolen maalt het water vanuit de polder in de onderboezem;
- de middenmolen maalt het water uit de onderboezem in de tussenboezem;
- de bovenmolen maalt het water in de ringvaart.
- de strijkmolen maalt het water van de ene boezem naar de andere boezem.

## Droogmaking van grote meren
Molenbouwer Jan Adriaenszoon Leeghwater verbeterde in de 17e eeuw de techniek van de poldermolen. Hierdoor en dankzij de toepassing van molengangen, konden vanaf de 17e eeuw ook grotere meren worden drooggelegd. Het eerste grote project was de Beemster, die in 1612 met enige tientallen molens werd drooggemalen. Wegens succes werd deze formule bij meer polders toegepast. In Noord-Holland bij de Schermer zijn nog steeds enkele molengangen aan te treffen.
Ook in Zuid-Holland zijn nog enkele molengangen te vinden: Aarlanderveen, Zevenhuizen, Leidschendam en het wereldberoemde Kinderdijk.

## Gemalen
Tegenwoordig is de functie van de poldermolens overgenomen door moderne gemalen, die met een grotere capaciteit onder alle weersomstandigheden het water over een grotere hoogte kunnen verplaatsen. Er zijn echter vooral in Noord- en Zuid-Holland nog vele tientallen poldermolens, die kunnen worden ingezet wanneer het gemaal ter plaatse het niet meer aankan. De molenviergang van Aarlanderveen is echter de enige molengang in de wereld die als hoofdbemaling voor een polder functioneert. Wel zijn hier voor noodgevallen hulpgemalen aanwezig.

## Tekeningen

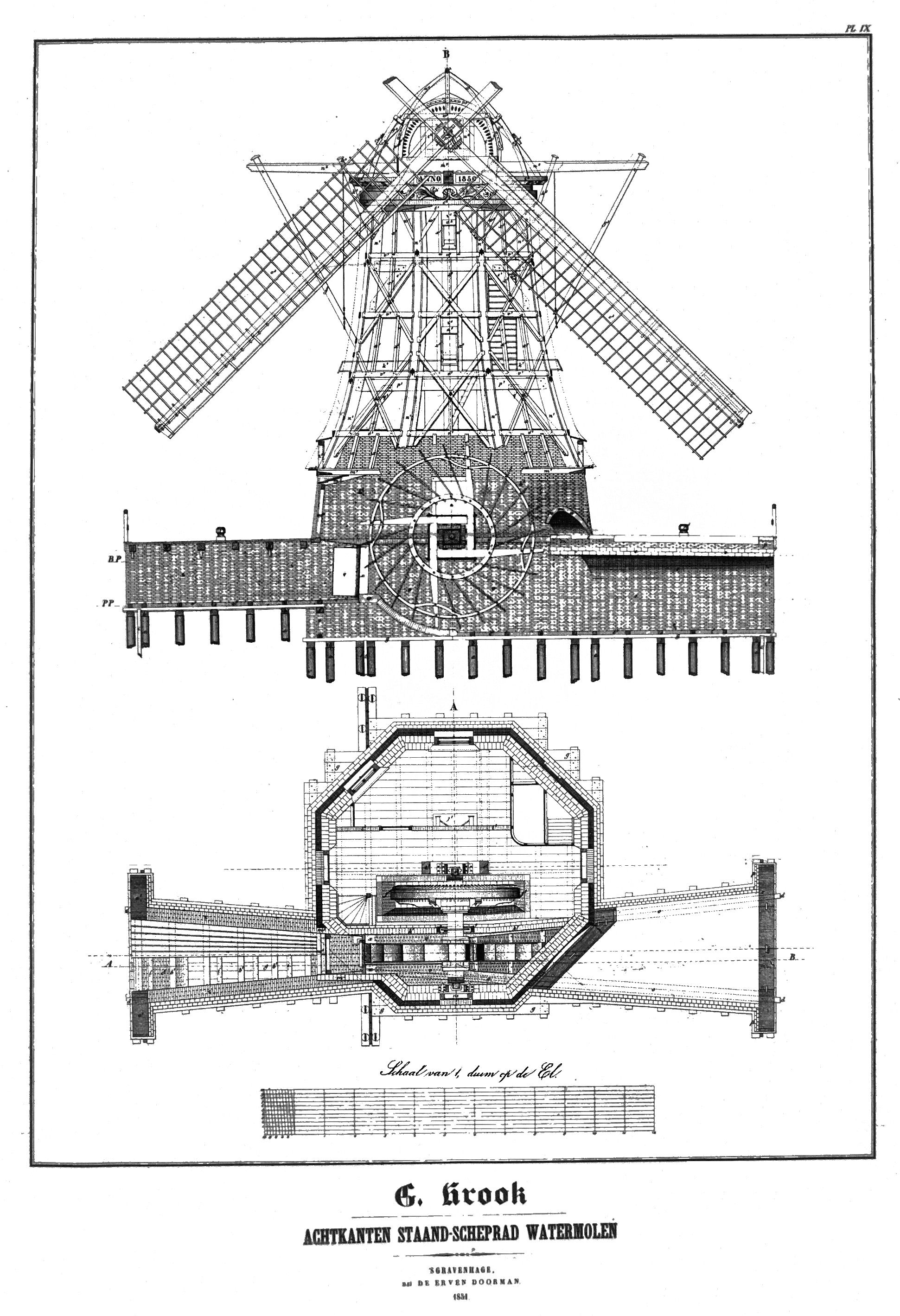
Poldermolen met scheprad
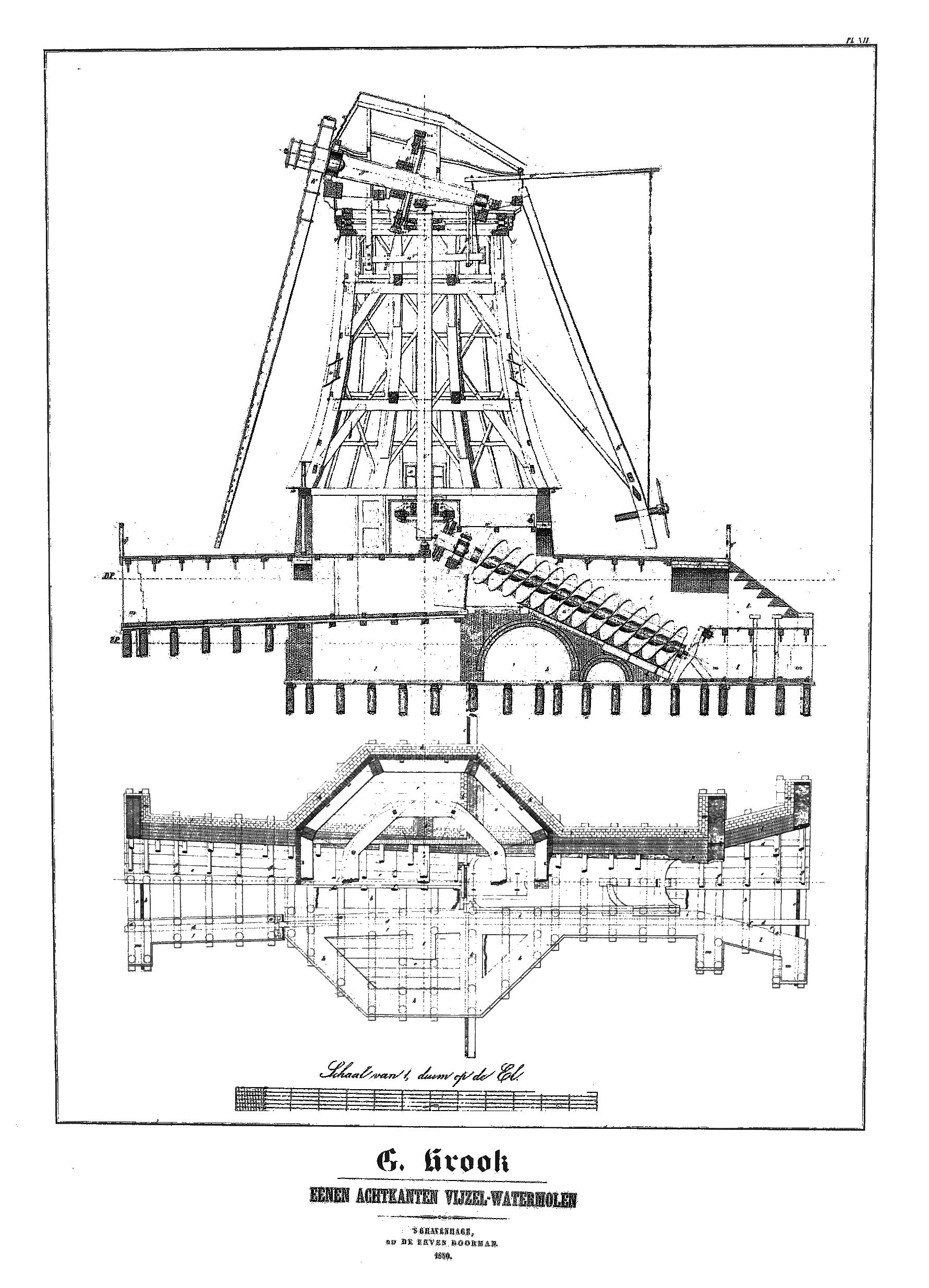
Poldermolen met vijzel